# Forever Howlong
Forever Howlong è il terzo album in studio della rock band britannica Black Country, New Road. Pubblicato il 4 aprile 2025 tramite Ninja Tune, è il loro primo album in studio dopo l'abbandono del cantante principale Isaac Wood, con la voce e la scrittura dei testi affidata ai membri Tyler Hyde, Georgia Ellery e May Kershaw. È il seguito del loro secondo album, Ants from Up There (2022), acclamato dalla critica.
L'album è stato pubblicato con grande successo di critica ed è stato preceduto da tre singoli: Besties, Happy Birthday e For the Cold Country. I critici hanno descritto l'album come più accessibile e stimolante rispetto ai loro album precedenti. Un tour a supporto dell'album è iniziato il 7 aprile e si concluderà il 31 ottobre.

## Tracce
1. Besties – 3:36 (Ellery)
2. The Big Spin – 2:31 (Kershaw)
3. Socks – 6:07 (Hyde)
4. Salem Sisters – 3:10 (HydeWayne, Rachid Fahkre)
5. Two Horses – 6:26 (Ellery)
6. Mary – 4:06 (Hyde)
7. Happy Birthday – 4:06 (Hyde)
8. For the Cold Country – 6:27 (Kershaw)
9. Nancy Tries to Take the Night – 6:36 (Hyde)
10. Forever Howlong – 4:48 (Kershaw)
11. Goodbye (Don't Tell Me) – 4:17 (Ellery)